# Tebanga Village (ort i Abaiang)
Tebanga Village är en ort i Kiribati.   Den ligger i örådet Abaiang och ögruppen Gilbertöarna, i den norra delen av landet, 40 km norr om huvudstaden Tarawa. Tebanga Village ligger 12 meter över havet och antalet invånare är 287.
Terrängen runt Tebanga Village är mycket platt.  Närmaste större samhälle är Buariki Village, 13,1 km söder om Tebanga Village. 